# Dan Larhammar
Dan Sigurd Larhammar, född 1 april 1956, är en svensk farmaceut och professor i molekylär cellbiologi vid Uppsala universitet. Han forskar på signalämnen och hormoner i hjärnan med särskild inriktning på farmakologi och evolution.
Larhammar avlade apotekarexamen 1980 vid Uppsala universitet och disputerade 1984.
Han valdes in som ledamot av Kungliga Vetenskapsakademien 2007 och är sedan 1 juli 2018 dess preses.
Larhammar var ordförande i föreningen Vetenskap och Folkbildning 1998–2004. Som kritiker av pseudovetenskap har han främst granskat alternativmedicin och kreationism. Han har även framträtt som religionskritiker, och Humanisterna utsåg honom år 2000 till den första Hedenius-pristagaren, bland annat med motiveringen att han "med skärpa och patos försvarat vetenskaplig kunskap, rationalism och humanism".
År 2016 utsågs Larhammar till Årets Farmaceut av Sveriges Farmaceuter. Han är ledamot av Academia Europaea sedan 2022.

## Utmärkelser
- H. M. Konungens medalj i guld av 12:e storleken i Serafimerordens band (Kon:sGM12mserafb, 2022) för förtjänstfulla insatser inom svenskt akademiväsen[10]
- Japanska regeringens utmärkelse (hösten 2022) The Order of the Rising Sun, Gold and Silver Star för sina stora insatser för att främja akademiska utbyten och ömsesidig förståelse mellan Japan och Sverige[11]